# JO (藝人)
朝倉穣（日语：／ Asakura Jo，2004年7月8日—），藝名為JO（日語：ジョウ）是日本男歌手，現為YX LABELS旗下的男子團體&TEAM成員，2022年12月7日在日本出道。

## 簡介與早年經歷
朝倉穣，藝名為JO，神奈川縣出身，身高185公分，血型O。最初的夢想是成為一名足球運動員，但受到最喜歡的動漫之一《灌籃高手》的影響，在高中加入了籃球隊。進入這個演藝世界的契機是雜誌社的男孩選拔賽，在激烈的競爭中脫穎而出，成為15名決賽選手之一，但卻在那時決定退賽，因為收到HYBE的邀請，雖然苦惱很久，而且也沒有舞蹈或唱歌經驗，但是決定想去嘗試看看，最終得到了挑戰全球的機會。

## 演藝生涯

### 出道前
2020年11月22日，於日本第33屆美男子選拔「JUNON SUPERBOY CONTEST」進入最終選考會，但決定退出選拔。
2022年7月9日，出演日本選秀節目《&AUDITION - The Howling -》，同年9月3日，於節目最後一集以第一名的成績成為&TEAM成員。

### 2022年至今：&TEAM
2022年12月7日，以男團&TEAM成員身份發行首張迷你專輯《First Howling : ME》在日本出道。

## 媒體作品

### 綜藝節目
| 年份   | 日期           | 電視台／OTT   | 節目名稱      | 集數 | 備註       |
| ------ | -------------- | ------------- | ------------- | ---- | ---------- |
| 2022年 | 7月9日－9月3日 | hulu、YouTube | 《&AUDITION》 | 8    | 第一名出道 |